# Gare de Tacoignières - Richebourg
La gare de Tacoignières - Richebourg est une gare ferroviaire française de la ligne de Saint-Cyr à Surdon, située sur le territoire de la commune de Tacoignières, à proximité de Richebourg, dans le département des Yvelines, en région Île-de-France.
C'est une gare de la Société nationale des chemins de fer français (SNCF) desservie par les trains de la ligne N du Transilien (réseau Paris-Montparnasse).

## Situation ferroviaire

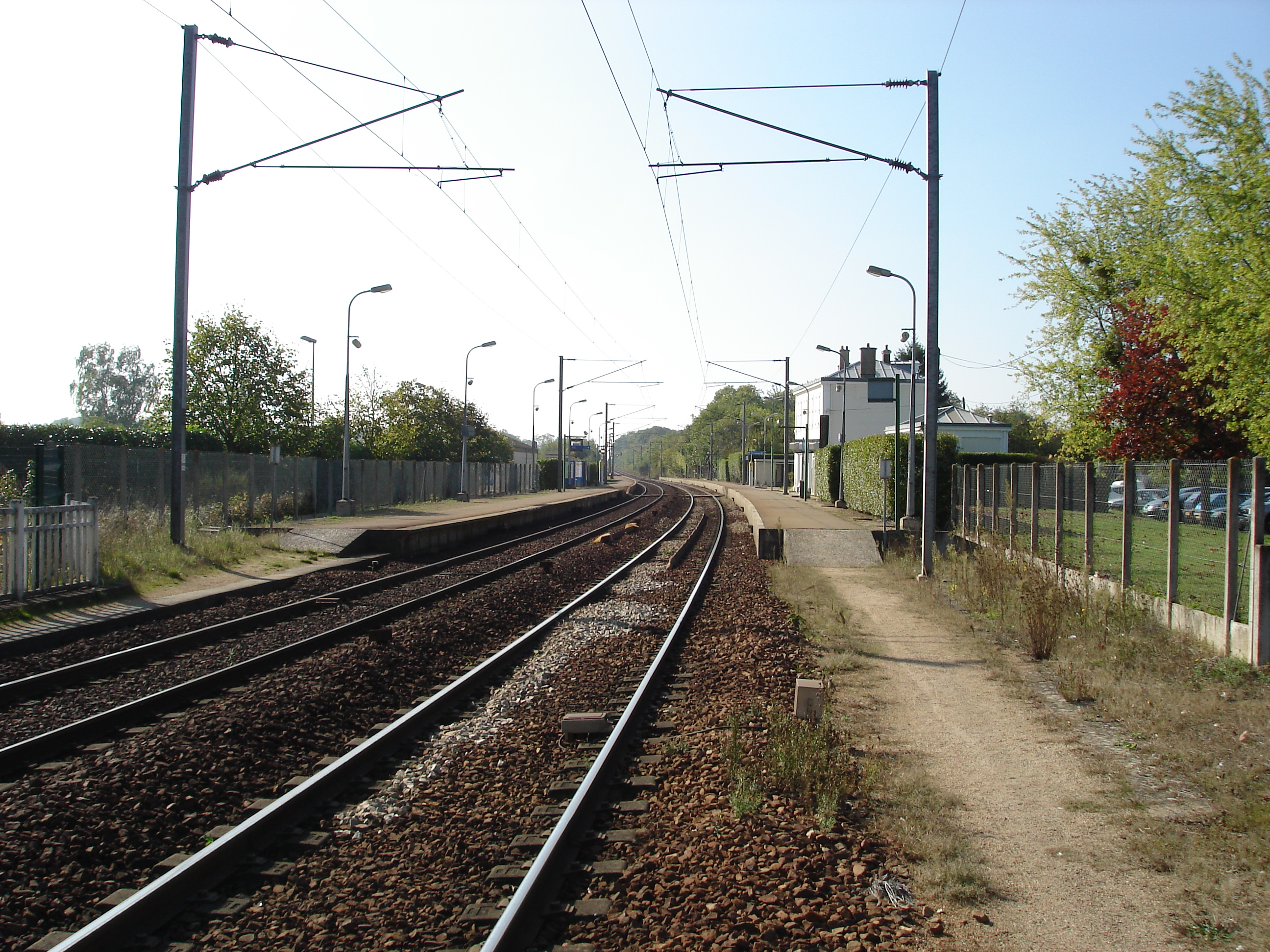
Vue générale de la gare.

Établie à 137 m d'altitude, la gare de Tacoignières - Richebourg est située au point kilométrique (PK) 55,624 de la ligne de Saint-Cyr à Surdon, entre les gares d'Orgerus - Béhoust et de Houdan.

## Histoire
Elle est mise en service le 15 juin 1864 avec l'ouverture de la voie entre la gare de Saint-Cyr et la gare de Dreux.
En 2011, 260 voyageurs ont pris le train dans cette gare chaque jour ouvré de la semaine.

## Service des voyageurs

### Accueil
Gare SNCF, elle dispose d'un bâtiment voyageurs avec guichet, d'automate Transilien, du système d'information sur les circulations des trains en temps réel et de boucles magnétiques pour personnes malentendantes.
Elle est équipée de deux quais latéraux : le quai 2 dispose d'une longueur utile de 229 m pour la voie 1 et le quai 1 d'une longueur utile de 230 m pour la voie 2. Le changement de quai se faisait par un platelage posé entre les voies (passage protégé). Depuis un passage souterrain a été aménagé.

### Desserte
En 2012, la gare est desservie par des trains de la ligne N du Transilien (branche Paris - Dreux), à raison d'un train toutes les heures, sauf aux heures de pointe où la fréquence est d'un train toutes les 30 minutes.
Les trajets sont assurés par des voitures de banlieue à deux niveaux (VB 2N), tractées ou poussées en réversibilité par des BB 27300. Le temps de trajet est d'environ 20 minutes depuis Dreux et 47 minutes depuis Paris-Montparnasse.

### Intermodalité
La gare est desservie par les lignes 38, 48, Express 60 et Express 67 du réseau de bus Centre et Sud Yvelines. Un parking pour les véhicules et les vélos y est aménagé.

## Galerie de photographies

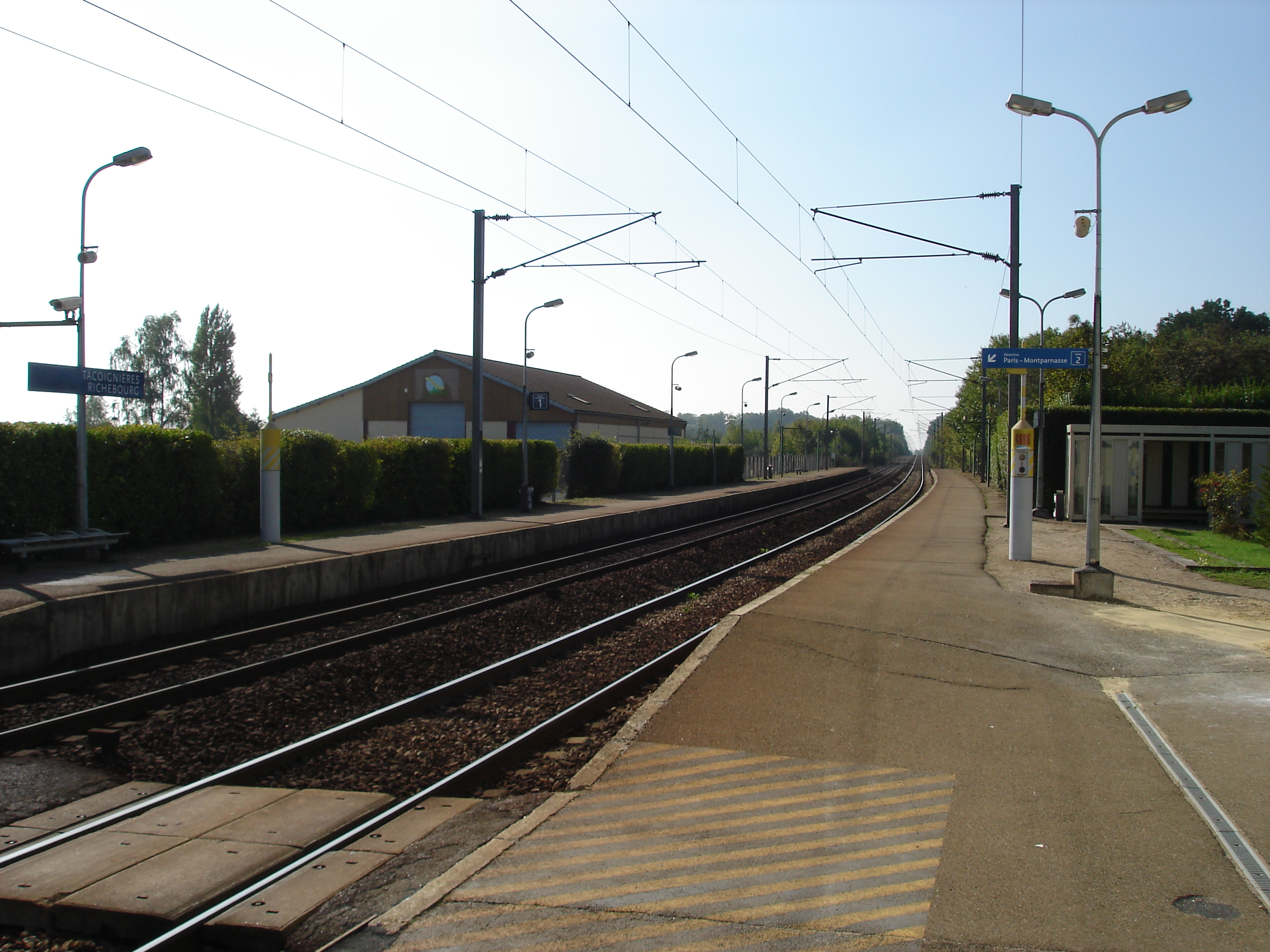
Vue vers Dreux.
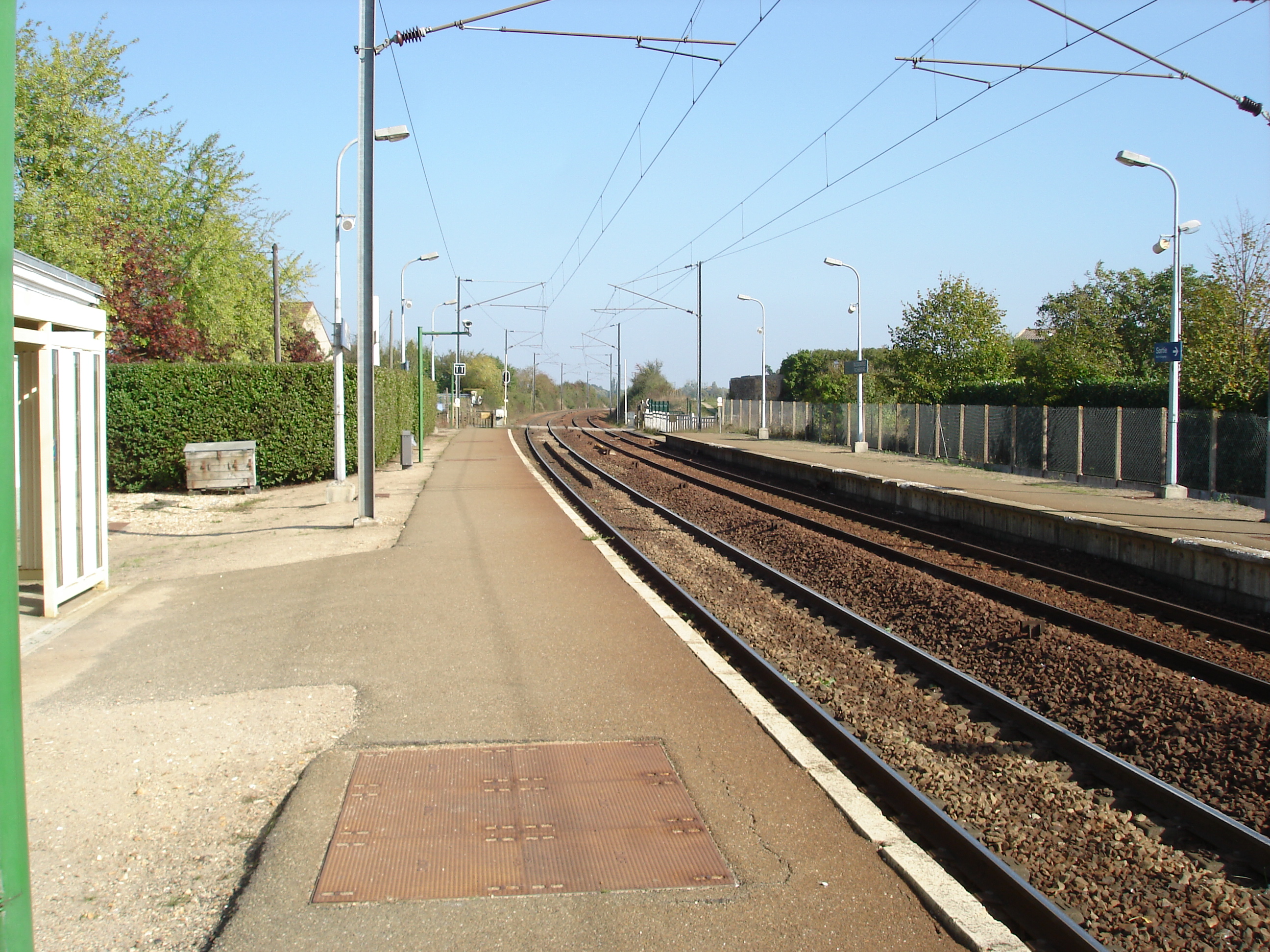
Vue vers Paris.
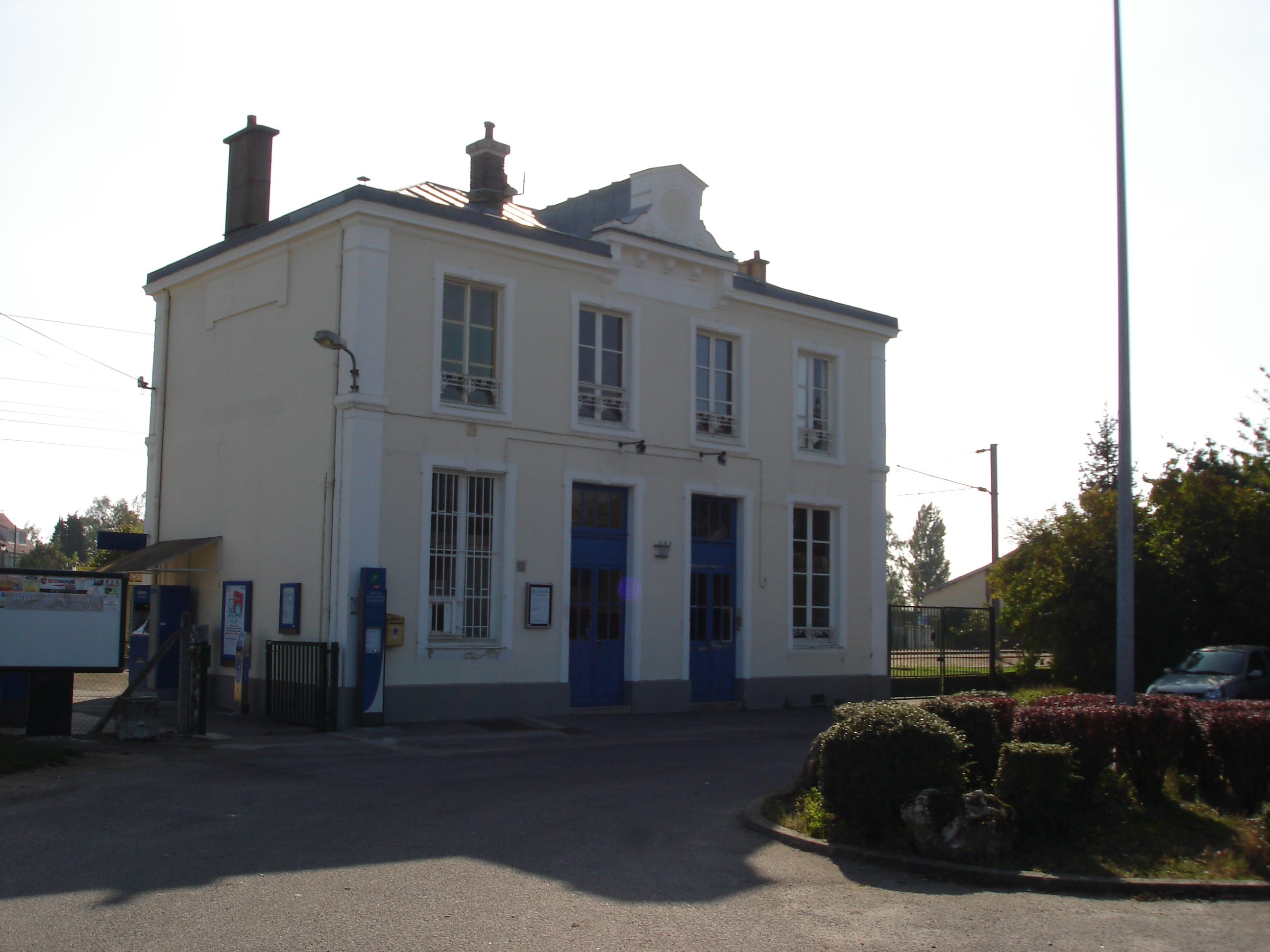
Le bâtiment voyageurs.
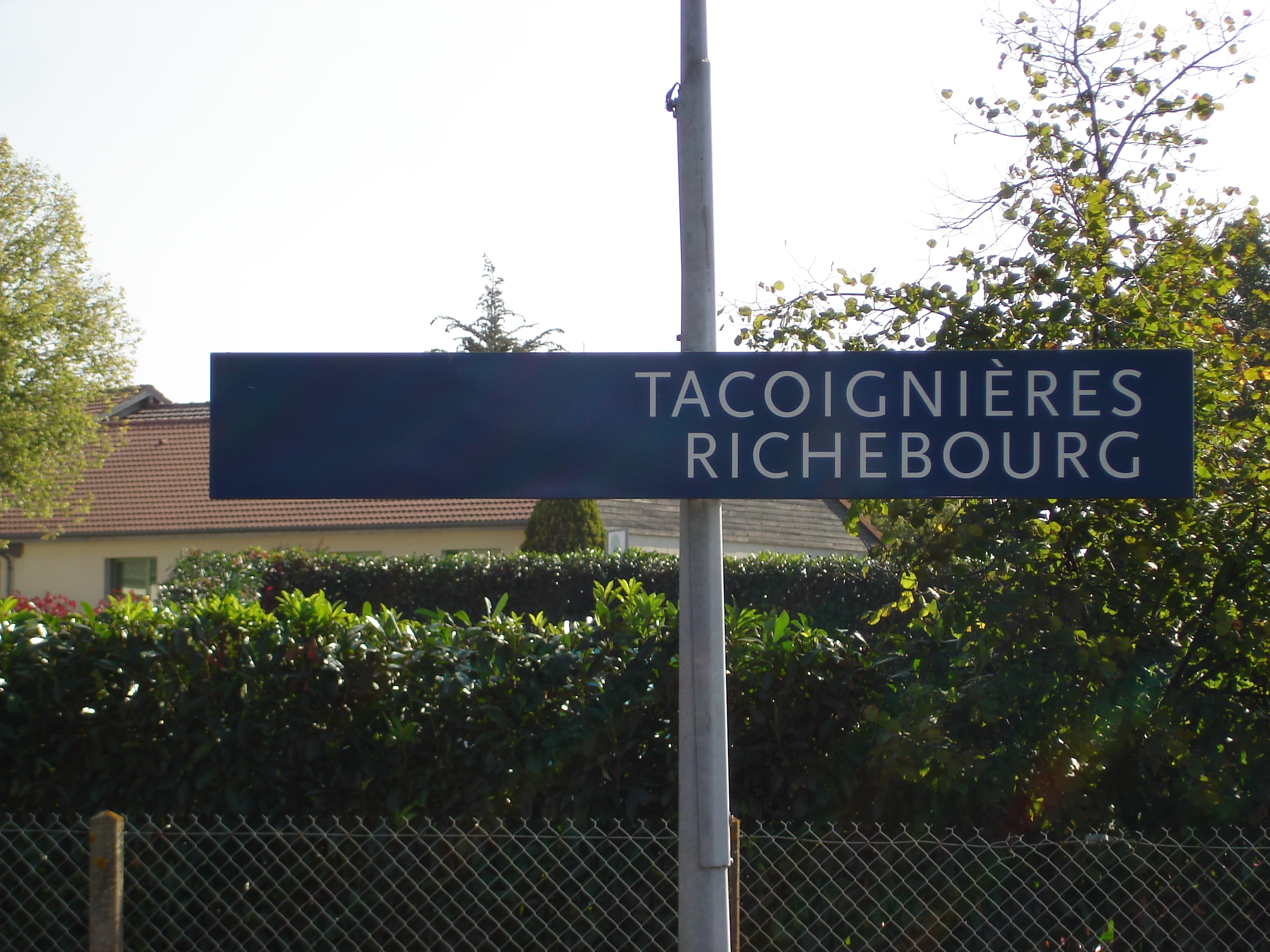
Panneau indiquant le nom de la gare.